# Conduit (cheval)
Pour les articles homonymes, voir Conduit.
Conduit (2005-2020) est un cheval de course pur-sang, double lauréat de la Breeders' Cup Turf.

## Carrière de course
Les premiers mois de la vie de Conduit dans les prés du haras de Ballymacoll en Irlande ne furent pas de tout repose. Sa mère, Well Head, mourut avant son sevrage, si bien que le poulain dut être allaité par une nourrice de race Cob Gypsy. Yearling, il fut victime de persécutions de la part de ses congénères, au point qu’il dut grandir isolé, dans un pré à part. Son pire bourreau était un poulain nommé Tartan Bearer : on en reparlera. Le début de carrière de Conduit, à l’été de ses 2 ans, est timide : il remporte son maiden à sa troisième tentative à Wolverhampton et s’en tient là pour cette première saison. 
De retour à 3 ans, Conduit emprunte la voie des handicaps, et ne tarde pas à s’y faire un nom à la faveur d’un probant succès dans un gros handicap à Epsom, le jour Le jour où Tartan Bearer termine deuxième de New Approach le Derby d’Epsom. Cette victoire par 6 longueurs lui vaut d’être propulsé parmi les favoris du St Leger, programmé à l’automne. En attendant, le poulain est dirigé vers les King Edward VII Stakes durant le meeting royal d’Ascot, où il prend une bonne deuxième place malgré un parcours cauchemardesque. Il finit par inscrire son nom au palmarès d’une course de groupe dans les Gordon Stakes, puis se présente au départ d’un St. Leger relevé, avec le vainqueur de l’Irish Derby Frozen Fire et la lauréate des Oaks, Look Here, autre rejeton de Dalakhani. Ryan Moore, apparemment sceptique quant aux chances de son partenaire, lui préfère un autre représentant de Michael Stoute, Doctor Fremantle, quatrième du Derby, la monte de Conduit revenant à Frankie Dettori. Le jockey britannique se voit puni de son infidélité, car Conduit s’impose comme à la parade, par trois longueurs, offrant à Michael Stoute un premier succès dans le plus vieux classique du monde, après 33 tentatives infructueuses. Sur sa lancée, Conduit s’en va conquérir l’Amérique en remportant la Breeders’ Cup Turf à Santa Anita Park, faisant afficher un chrono remarquable (2’23"42), le plus rapide enregistré en vingt-cinq éditions, bien que l’on ne puisse parler de record puisque la Breeders' Cup est itinérante. Cette victoire lui vaut en tout cas le titre de cheval de l'année sur le gazon aux États-Unis, et son rating FIAH de 126 le classe au sixième rang du bilan mondial de fin d'année. 
De retour à 4 ans, Conduit s’incline pour sa rentrée dans les Brigadier Gerard Stakes, d’un nez, face au vainqueur du Derby Italien, Cima de Triomphe. Les Eclipse Stakes lui offre une occasion de prendre sa revanche, mais il doit y faire preuve d’une capacité à évoluer avec la même aisance sur des parcours de tenue et sur la distance intermédiaire. Mais le lot est particulièrement relevé, avec la présence de Twice Over, Rip Van Winkle et surtout un phénomène nommé Sea The Stars. Conduit doit se contenter de la troisième place, à distance de Sea The Stars et Rip Van Winkle, mais largement devant Cima de Triomphe.  
Conduit est annoncé ensuite au départ des 2 400 mètres des King George VI and Queen Elizabeth Stakes, mais sa préparation est quelque peu perturbée quand Ballymacoll Stud reçoit une série de messages menaçant de tuer leur champion s'il devait courir la grande course d'Ascot, ce qui conduisit la police à lui allouer une garde rapproché jusqu'à son arrivée sur l'hippodrome. Un homme sera arrêté par la suite. Naturellement, Conduit n'en a cure, et se présente en favori auquel on oppose un certain Tartan Bearer, l'autre vedette de Ballymacoll Stud, entraîné lui aussi par Michael Stoute, qui s'est imposé dans les Gordon Richards Stakes et a été battu de justesse par le Français Vision d'État dans les Prince of Wales's Stakes à Royal Ascot. Dans la ligne droite, les deux anciens compagnons de pré se retrouvent aux prises, et c'est Conduit qui a le dernier mot sur celui qui, jadis, le harcelait, et qui d'ailleurs mis un terme à sa carrière ce jour-là. Ballymacoll réalise un superbe doublé tandis que Michael Stoute, entraîneur du troisième, Ask, réalise un triplé inédit.
Fort de cette victoire de prestige, Conduit se pose en sérieux prétendant à la victoire dans le Prix de l'Arc de Triomphe, mais sans guère d'illusions tant le fantastique Sea The Stars fait figure d'épouvantail. Troisième favori de l'épreuve, il conclut au quatrième rang derrière le crack, Youmzain et Cavalryman. Le prochain voyage conduit Conduit à Santa Anita, avec en ligne de mire un doublé dans la Breeder's Cup, réalisé une seule fois, par High Chaparral en 2002 et 2003. Étonnamment, il n'a que six adversaires : trois Américains et trois Anglais : la jument Dar Re Mi, cinquième de l'Arc, son compagnon de box Spanish Moon, qui reste sur une victoire dans le Prix Foy mais n'a pas participé à l'Arc, et le brave 6 ans Red Rocks, dont la forme est incertaine et qui fait ses adieux ce jour-là. C'est finalement l'Américain Precious Passion qui se fait le plus menaçant, mais Conduit l'emporte sans coup férir et devient le dixième cheval à remporter deux éditions d'une même Breeders' Cup. Conduit achève sa carrière au Japon, dans la Japan Cup où il s'en vient défier la championne Vodka. Il ne peut faire mieux que quatrième et reste au Japon pour y entamer sa carrière de reproducteur.

### Résumé de carrière
| Date         | Hippodrome    | Pays        | Course                               | Statut      | Distance    | Jockey            | Place       | Écart       | Vainqueur ou deuxième |
| 2007, 2 ans  | 2007, 2 ans   | 2007, 2 ans | 2007, 2 ans                          | 2007, 2 ans | 2007, 2 ans | 2007, 2 ans       | 2007, 2 ans | 2007, 2 ans | 2007, 2 ans           |
| ------------ | ------------- | ----------- | ------------------------------------ | ----------- | ----------- | ----------------- | ----------- | ----------- | --------------------- |
| 10 août      | Newmarket     | Royaume-Uni | Maiden Stakes                        | Classe 4    | 1 400 m     | Ryan Moore        | 7e / 20     | 2 ¾         | Tanweer               |
| 29 août      | Kempton       | Royaume-Uni | Maiden Stakes                        | Classe 4    | 1 600 m     | Ryan Moore        | 3e / 10     | 2 ¼         | City of The Kings     |
| 22 septembre | Wolverhampton | Royaume-Uni | Maiden Stakes                        | Classe 5    | 1 700 m     | Jamie Spencer     | 1er / 6     | 3/4         | Oberlin               |
| 2008, 3 ans  |               |             |                                      |             |             |                   |             |             |                       |
| 25 avril     | Sandown       | Royaume-Uni | Handicap Race                        | Classe 3    | 2 000 m     | Ryan Moore        | 3e / 11     | 2 ½         | Colony                |
| 7 juin       | Epsom         | Royaume-Uni | Heritage Handicap                    | Classe 2    | 2 000 m     | Ryan Moore        | 1er / 12    | 6           | Ramona Chase          |
| 20 juin      | Ascot         | Royaume-Uni | King Edward VII Stakes               | Gr. 2       | 2 400 m     | Ryan Moore        | 2e / 9      | 3/4         | Campanologist         |
| 29 juillet   | Goodwood      | Royaume-Uni | Gordon Stakes                        | Gr. 3       | 2 400 m     | Ryan Moore        | 1er / 6     | tête        | Donegal               |
| 13 septembre | Doncaster     | Royaume-Uni | St. Leger                            | Gr. 1       | 2 920 m     | Lanfranco Dettori | 1er / 14    | 3           | Unsung Heroine        |
| 25 octobre   | Santa Anita   | États-Unis  | Breeders' Cup Turf                   | Gr. 1       | 2 400 m     | Ryan Moore        | 1er / 11    | 1 ½         | Eagle Mountain        |
| 2009, 4 ans  |               |             |                                      |             |             |                   |             |             |                       |
| 28 mai       | Sandown       | Royaume-Uni | Brigadier Gerard Stakes              | Gr. 3       | 2 000 m     | Ryan Moore        | 2e / 12     | nez         | Cima de Triomphe      |
| 7 avril      | Sandown       | Royaume-Uni | Eclipse Stakes                       | Gr. 1       | 2 000 m     | Ryan Moore        | 3e / 10     | 5 ½         | Sea The Stars         |
| 25 juillet   | Ascot         | Royaume-Uni | King George & Queen Elizabeth Stakes | Gr. 1       | 2 400 m     | Ryan Moore        | 1er / 9     | 1 ¾         | Tartan Bearer         |
| 4 octobre    | Longchamp     | France      | Prix de l'Arc de Triomphe            | Gr. 1       | 2 400 m     | Ryan Moore        | 4e / 19     | 2 ½         | Sea The Stars         |
| 7 novembre   | Santa Anita   | États-Unis  | Breeders' Cup Turf                   | Gr. 1       | 2 400 m     | Ryan Moore        | 1er / 7     | 1/2         | Precious Passion      |
| 29 novembre  | Fuchu         | Japon       | Japan Cup                            | Gr. 1       | 2 400 m     | Ryan Moore        | 4e / 18     | 2 ¾         | Vodka                 |

## Au haras
Conduit commence donc une nouvelle carrière d'étalon au Japon, à Big Red Farm. Mais il ne peut s'y faire un nom et, après six saisons, il est installé en Irlande du Nord, où il est le seul étalon pur-sang anglais à faire la monte, en l'occurrence dans un modeste haras et pour un prix, 1 500 euros, qui l'est tout autant. Emporté par une maladie cérébrale fulgurante, il meurt à 15 ans, en 2020. 

## Origines
Conduit est issu de la première génération en piste du crack Dalakhani, lauréat du Prix de l'Arc de Triomphe 2003, qui faisait alors la monte à 45 000 euros. 
La mère, Well Head, n’a pas couru mais a bien réussi au haras puisqu’elle a également donné le bon Hard Top (par Darshaan), vainqueur Great Voltigeur Stakes (Gr.2). Elle est issue de l'une des meilleurs lignées de Ballymacoll Stud puisqu'elle n'est autre que la soeur du champion Spectrum (par Rainbow Quest), vainqueur des Irish 2000 Guineas et des Champion Stakes, et de Stream of Gold (par Rainbow Quest), deuxième du Turf Classic. River Dancer, la deuxième mère de Conduit, s'illustra quant à elle dès 2 ans en se classant deuxième du Prix Morny avant, l'année suivante, de monter sur le podium de la Poule d'Essai des Pouliches. Elle est également, via sa fille Ballet Shoes, la deuxième mère de la championne Petrushka (par Unfuwain), lauréate des Irish Oaks, des Yorkshire Oaks et du Prix de l'Opéra.

### Pedigree
| Origines de Conduit (IRE), mâle alezan né en 2005 | Origines de Conduit (IRE), mâle alezan né en 2005 | Origines de Conduit (IRE), mâle alezan né en 2005 | Origines de Conduit (IRE), mâle alezan né en 2005 |
| ------------------------------------------------- | ------------------------------------------------- | ------------------------------------------------- | ------------------------------------------------- |
| Père Dalakhani 2000                               | Darshaan 1981                                     | Shirley Heights                                   | Mill Reef                                         |
| Père Dalakhani 2000                               | Darshaan 1981                                     | Shirley Heights                                   | Hardiemma                                         |
| Père Dalakhani 2000                               | Darshaan 1981                                     | Delsy                                             | Abdos                                             |
| Père Dalakhani 2000                               | Darshaan 1981                                     | Delsy                                             | Kelty                                             |
| Père Dalakhani 2000                               | Daltawa 1989                                      | Miswaki                                           | Mr. Prospector                                    |
| Père Dalakhani 2000                               | Daltawa 1989                                      | Miswaki                                           | Hopespringseternal                                |
| Père Dalakhani 2000                               | Daltawa 1989                                      | Damana                                            | Crystal Palace                                    |
| Père Dalakhani 2000                               | Daltawa 1989                                      | Damana                                            | Denia                                             |
| Mère Well Head 1989                               | Sadler's Wells 1981                               | Northern Dancer                                   | Nearctic                                          |
| Mère Well Head 1989                               | Sadler's Wells 1981                               | Northern Dancer                                   | Natalma                                           |
| Mère Well Head 1989                               | Sadler's Wells 1981                               | Fairy Bridge                                      | Bold Reason                                       |
| Mère Well Head 1989                               | Sadler's Wells 1981                               | Fairy Bridge                                      | Special                                           |
| Mère Well Head 1989                               | River Dancer 1983                                 | Irish River                                       | Riverman                                          |
| Mère Well Head 1989                               | River Dancer 1983                                 | Irish River                                       | Irish Star                                        |
| Mère Well Head 1989                               | River Dancer 1983                                 | Dancing Shadow                                    | Dancer's Image                                    |
| Mère Well Head 1989                               | River Dancer 1983                                 | Dancing Shadow                                    | Sunny Valley (famille 1-l)                        |